# تاریخ هند کمبریج
تاریخ هند کمبریج، کتابی است در زمینهٔ تاریخ هند که در ۵ جلد نوشته شده‌است
این کتاب بین سالهای ۱۹۲۲ تا ۱۹۳۷ توسط چاپخانه دانشگاه کمبریج انتشار یافته‌است. بعضی از جلدهای این کتاب همچنین در تاریخ امپراتوری بریتانیای کمبریج گنجانده شده‌است. با آغاز جنگ جهانی اول و همچنین بیماری دست‌اندرکاران ادامه کار به کندی گرایید و جلد دوم متوقف شد.
تاریخ هند کمبریج در قطع کوچکتر تدوین شده توسط ه ه دادول در سال ۱۹۳۴ منتشر شد. کتاب جدید تاریخ هند کمبریج در اواخر دهه ۱۹۸۰ به انتشار درآمد.